# Ciprian Paraschiv
Ciprian-Constantin Paraschiv (n. 14 noiembrie 1974, Iași, România) este un profesor universitar, fotbalist și politician român care din 2014 până în 2020 a fost membru al conducerii Federației Române de Fotbal. În 2024, a fost ales deputat de Iași de Camerei Deputaților din partea partidului Alianța pentru Unirea Românilor (AUR). 

## Carieră fotbalistică
Paraschiv a avut o carieră politică semnificativă înainte de a ajunge la Poli Iași. A fost consilierul europarlamentarului PDL Mihaela Popa între 2007-2009, iar apoi a ajuns la București, unde a ocupat funcția de consilier al ministrului Monica Iacob-Ridzi. După ce PD-L a ajuns la guvernare, a continuat să ocupe funcții importante în domeniul sportiv și administrativ. Pe 4 mai 2012, Paraschiv și-a dat demisia din PDL.
Printre funcțiile pe care le-a deținut se numără și cele de director al Direcției Județene pentru Sport și Tineret Iași, coordonator al Regiunii Moldova pe Sport și Tineret, precum și director în Federația Română de Fotbal (FRF). A fost de asemenea membru în grupuri europene de lucru pe probleme de sport și în comisii naționale.
Paraschiv a fost un apropiat al președintelui Federației Române de Fotbal, Răzvan Burleanu, încă din timpul primei campanii a acestuia, din 2014. Instalat la cârma Federației, Burleanu l-a numit imediat pe Paraschiv director de dezvoltare. După șase ani petrecuți în vârful fotbalului românesc, fostul căpitan de echipă al Politehnicii Iași s-a întors acasă, devenind președinte executiv la Poli.
In noiembrie 2020, Paraschiv a fost ales reprezentant al cluburilor din CASA Liga I în Comitetul Executiv al Federației Române de Fotbal alături de Valeriu Argăseală. În 2021, după un conflict cu primarul Iașului, Mihai Chirica, Paraschiv a fost înlăturat de la cârma grupării din Copou, însă și-a recăpătat postul după un proces.

## Carieră politică

### Deputat (2024–prezent)

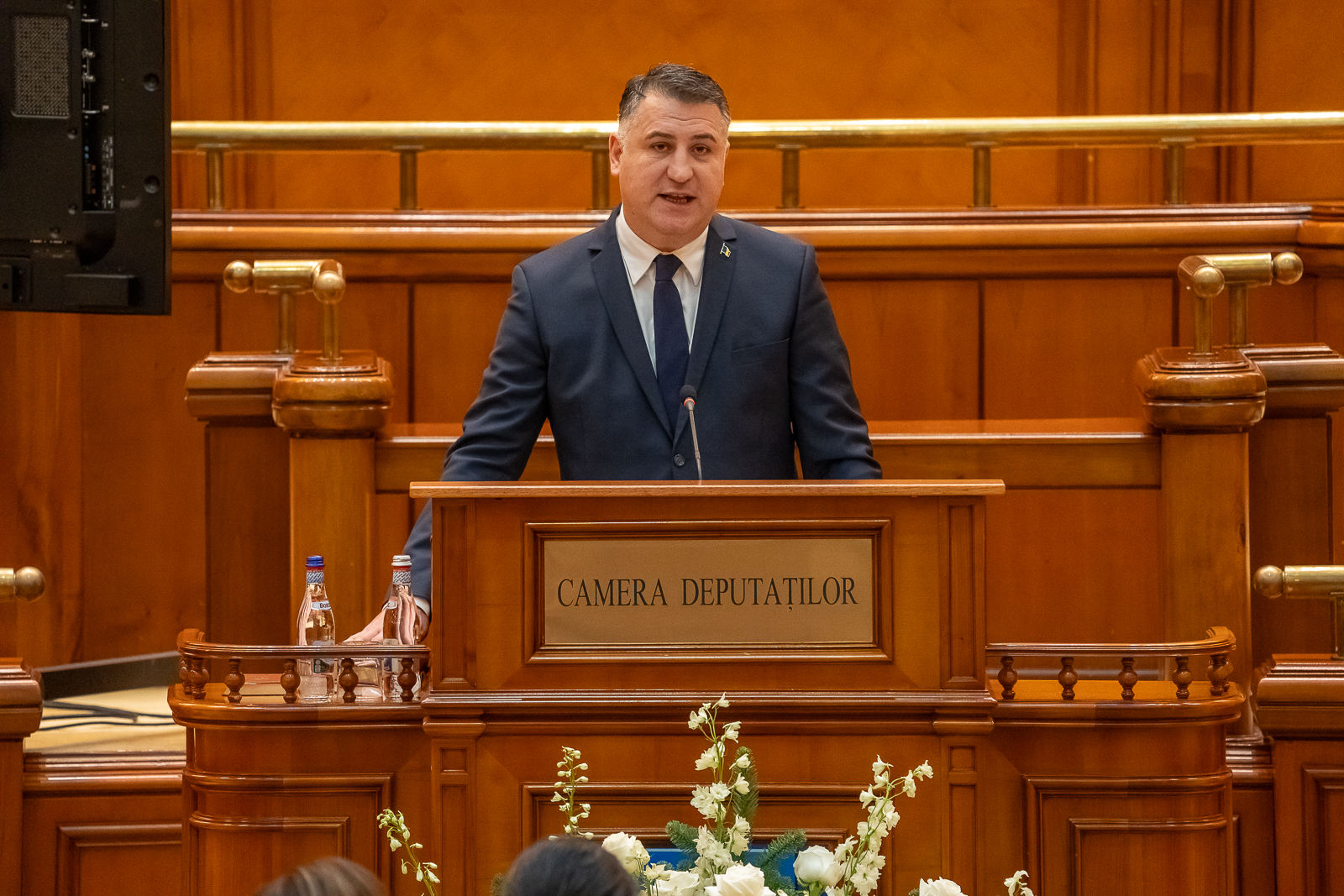
Paraschiv depunând jurământul de deputat, 21 decembrie 2024

Pe 11 ianuarie 2024, Paraschiv a anunțat că a decis să se suspende din funcția pe care o avea la forurile fotbalistice internaționale, cel european (UEFA) și cel mondial (FIFA), ca urmare a implicării în politică.
În urma alegerilor parlamentare din 2024 pe 1 decembrie, Paraschiv a fost ales membru al Camerei Deputaților de în circumscripția Iași, preluând mandatul pe 21 decembrie. Ca deputat este președinte  al Comisiei pentru tineret și sport, precum și este membru al grupurilor parlamentare de prietenie pentru Senegal, Malta și Lituania.